# Три тайны Фатимы

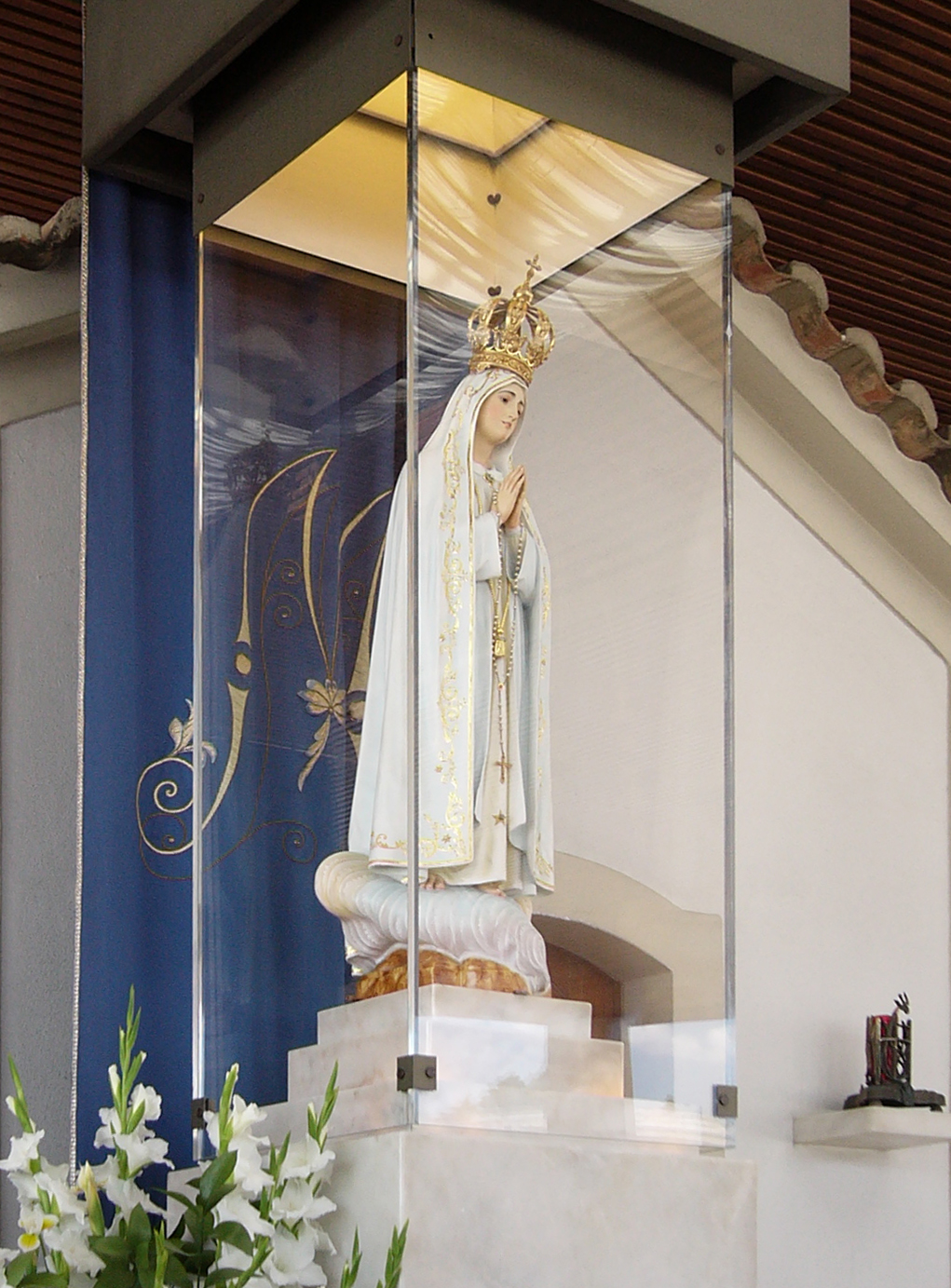
Католическая статуя Девы Марии Фатимской

«Три тайны Фа́тимы» — состоят из серии апокалиптических видений и пророчеств, которые предположительно были даны трём маленьким португальским пастушкам (точнее, двум пасту́шкам и одному пастушку), Лусии Сантуш и её двоюродным  сестре и брату  Жасинте Марту  и Франсишку Марту, начиная с 13 мая 1917 года. Эти видения и пророчества являются частью «Фатимских явлений Девы Марии».
По словам Лусии, 13 июля 1917 года около полудня Дева Мария доверила детям три секрета. Два из этих секретов были раскрыты в 1941 году в документе, написанном Лусией по просьбе епископа Лейрии Жозе Алвеса Коррейи да Силвы, для помощи в публикации нового издания книги о Жасинте. Когда в 1943 году епископ попросил раскрыть третью тайну, Лусия некоторое время медлила, будучи «ещё не уверенной, что Бог явно разрешил ей действовать». Однако в октябре 1943 года епископ приказал ей изложить это в письменном виде. После этого Лусия записала секрет и запечатала текст в конверт, который нельзя было открыть до 1960 года, когда «он станет яснее». Текст третьего секрета был официально выпущен Папой Римским Иоанном Павлом II в 2000 году, хотя некоторые утверждают, что это не весь секрет, раскрытый Лусией, несмотря на неоднократные утверждения Ватикана об обратном.
Согласно различным католическим толкованиям, эти три секрета связаны с адом, Первой и Второй мировыми войнами и гонениями на христиан в XX веке.

## История появления
Пастушки (Лусия Сантуш, её кузина Жасинта Марту и кузен Франсишку Марту) свидетельствовали о неоднократных явлениях им прекрасной женщины, Девы Марии, говорившей с ними. Согласно заявлению детей, Дева Мария являлась им шесть раз близ португальского местечка Фатима, с 13 мая по 13 октября 1917 года, в 13-й день каждого месяца.
13 июля 1917 года Богородица открыла им так называемые «Три тайны» («Три секрета»/«Три послания»).
Две тайны были опубликованы 31 августа 1941 года в документе «Третий Мемуар» («Third Memoir»), написанном Лусией по просьбе Жозе да Силва, епископа города Лейрия.
На вопрос епископа в 1943 году о третьей тайне Лусия ответила, что «ещё не уверена, что Бог позволяет ей это сделать». Однако в октябре 1943 года епископ приказал Лусии записать её, что она и сделала. Но, запечатав конверт, она запретила вскрывать его до 1960 года.
Третья тайна была официально истолкована и прокомментирована кардиналом Ратцингером, будущим папой Бенедиктом XVI, а тогда главой ватиканской Конгрегации доктрины веры (преемницы Святой инквизиции, переименованной в 1908 году), и опубликована с благословения папы римского Иоанна Павла II в 2000 году.
Тексты всех трёх тайн помещены в официальном документе Дикастерии доктрины веры, размещённом на веб-сайте Ватикана.

## Первая тайна
В своём третьем мемуаре, написанном в 1941 году, Люсия рассказала, что первый секрет, видение ада, был раскрыт детям 13 июля 1917 года.

Богородица показала нам огромное море огня,
которое будто бы находится под землёй.
В этот огонь были погружены демоны и души в человеческой форме,
как прозрачные горящие угли, все почерневшие или как тёмная бронза.
Плавая в пожаре, они то поднимались в воздух языками пламени,
исторгающимися изнутри их самих вместе с большими облаками дыма,
то падали обратно во все стороны, как искры в огромном пожаре,
без веса или равновесия, на фоне визгов и стонов боли и отчаяния,
которые потрясли нас и заставили дрожать от страха.
Демонов можно было различить по их ужасному и отвратительному
подобию со страшными и неизвестными животными, полностью чёрных и прозрачных.
Это видение длилось лишь мгновение.
Как мы когда-либо можем достаточно возблагодарить нашу добрую Небесную Матерь,
которая заранее подготовила нас, обещая, в первом своём явлении, принять нас на небо.
Иначе, я думаю, мы бы умерли от страха и ужаса.
Оригинальный текст (англ.)
Our Lady showed us a great sea of fire which seemed to be under the earth. 
Plunged in this fire were demons and souls in human form, like transparent burning embers, 
all blackened or burnished bronze, 
floating about in the conflagration, 
now raised into the air by the flames that issued from within themselves together 
with great clouds of smoke, now falling back on every side like sparks in a huge fire, 
without weight or equilibrium, and amid shrieks and groans of pain and despair, 
which horrified us and made us tremble with fear. 
The demons could be distinguished by their terrifying and repulsive likeness to frightful and unknown animals, 
all black and transparent. This vision lasted but an instant. 
How can we ever be grateful enough to our kind heavenly Mother, who had already prepared us by promising, 
in the first Apparition, to take us to heaven. Otherwise, I think we would have died of fear and terror. 

Дикастерия доктрины веры. Послание Фатимы. 

Congregation for the Doctrine of the Faith.
The Message of Fatima.

— ви́дение ада.

## Вторая тайна
Вторым секретом было заявление о том, что Первая мировая война скоро закончится,  но если не прекратится оскорбление Господа, то в Понтификат Пия XI начнется другая, ещё более ужасная война. Чтобы этого не случилось нужно обращение России и её посвящение Непорочному Сердцу Марии

«Вы видели ад, куда отправляются души бедных грешников.
Чтобы спасти их, Бог хочет установить в мире почитание Моего Пренепорочного Сердца.
Если то, что я вам скажу, будет исполнено, много душ будет спасено и настанет мирное время.
Война скоро закончится.
Но если люди не перестанут оскорблять Бога,
начнётся худшая война при Папе Пии XI.
Когда вы увидите ночь, озарённую необычным светом, знайте, что это великий знак Божий
того, что Бог готов наказать мир за злодеяния посредством войны, голода, и гонений на Церковь и Святейшего Отца.
Чтобы предотвратить это, я пришла просить о посвящении России моему Пренепорочному Сердцу
и о причащении ради возвращения к Первым Субботам.
Если мои просьбы будут услышаны, Россия обратится и настанет мирное время.
Если нет, то она распространит свои ошибки по всему миру, вызывая войны и гонения на Церковь.
Добрые будут му́чимы, Святейший Отец будет много страдать, некоторые народы будут уничтожены.
В конце моё Пренепорочное Сердце восторжествует.
Святейший Отец посвятит Россию мне, и она обратится и некоторое мирное время будет даровано миру».
Оригинальный текст (англ.)
«You have seen hell where the souls of poor sinners go. 
To save them, God wishes to establish in the world devotion to my Immaculate Heart. 
If what I say to you is done, many souls will be saved and there will be peace. 
The war is going to end: but if people do not cease offending God, 
a worse one will break out during the Pontificate of Pius XI. 
When you see a night illumined by an unknown light, 
know that this is the great sign given you by God that he is about to punish the world for its crimes, 
by means of war, famine, and persecutions of the Church and of the Holy Father. 
To prevent this, I shall come to ask for the consecration of Russia to my Immaculate Heart, 
and the Communion of reparation on the First Saturdays. 
If my requests are heeded, Russia will be converted, and there will be peace; 
if not, she will spread her errors throughout the world, causing wars and persecutions of the Church. 
The good will be martyred; the Holy Father will have much to suffer; various nations will be annihilated. 
In the end, my Immaculate Heart will triumph. 
The Holy Father will consecrate Russia to me, and she shall be converted, 
and a period of peace will be granted to the world.»

Дикастерия доктрины веры. Послание Фатимы. 

Dicastery for the Doctrine of the Faith.
The Message of Fatima.

В 1925 году сестра Люсия сообщила о появлении Девы Марии в монастыре Святой Доротеи в Понтеведре, Галисия. Она сказала, что её попросили передать послание Посланий Первой Субботы. По её словам, последующее видение Младенца Иисуса повторило эту просьбу. В 1930 году она написала своему исповеднику, что в 1929 году у неё было видение как Марии, так и Святой Троицы, в которой Бог просил освящения России для святых сердец Иисуса и Марии Папой в общении со всеми епископами мира. Послание, касающееся установления Преданности пяти Первым субботам, напоминает то, что сообщалось Маргарет Мэри Алакок в семнадцатом веке, что привело к Преданности Первой пятницы. 
Маловероятно, что это сообщение было передано Папе, но епископ Лейрии предложил ей написать свои мемуары на случай, если она сможет раскрыть более подробную информацию о явлениях 1917 года. В своём третьем мемуаре, написанном в 1941 году, сестра Люсия вспоминала, что при появлении 13 июля 1917 года Дева Мария впервые упомянула освящение России и сказала, что вернётся, чтобы сообщить подробности.
Скептики отмечают, что второе пророчество не было раскрыто до августа 1941 года, после начала Второй мировой войны. Они также подвергли сомнению, ссылалась ли Мария в 1917 году прямо на Папу Пия XI , поскольку Амброджо Ратти не выбирал это царственное имя до своего избрания в 1922 году. Кроме того, считается, что военные действия на европейском театре Второй мировой войны, начались 1 сентября 1939 года, и к тому времени папа Пий XII сменил Пия XI. Что касается обращения России, то большевистская революция началась не раньше ноября 1917 года.
Некоторые сторонники пророчеств Фатимы утверждают, что тайна не говорит о том, что война должна начаться в Европе, и во время понтификата Пия XI Япония уже вторглась в Китай в 1937 году, что, как правило, считают историки Китая и других частей Азии явилось фактически началом Второй мировой войны, точка зрения, которая также получила квалифицированную поддержку некоторых западных историков. Некоторые критики утверждают, что Гражданская война в России (1918-1921), Ирландская война за независимость (1919-1921), Гражданская война в Китае (1927-1937), Гражданская война в Испании (1936-1939) и война между Италией и Эфиопией (1935-1936) служит иллюстрацией того, что предсказание о том, что одна война закончится, а другая начнётся, не обязательно свидетельствует о божественном вдохновении. Сторонники пророчества указывают, что второй секрет - война, которая хуже, чем Первая мировая война, а не просто вооружённый конфликт. Кроме того, что касается обращения России, то в то время уже было сильное революционное брожение в России до большевистской революции, о чём свидетельствует ранняя февральская революция 1917 года и активные коммунистические и анархистские движения, что объясняет упоминание Марии об обращении России 13 июля 1917 года.
25 января 1938 года газета «Нью-Йорк таймс» сообщила: «Северное сияние поражает Европу; люди бегут в страхе, зовут пожарных». Небесное представление было видно из Канады, Австрии, Шотландии и Бермудских островов, а коротковолновые радиопередачи были прекращены почти на 12 часов в Канаде. В последний час этого сияния Кристиан Раковский подвергался допросам в Советском Союзе, давая информацию Сталину о причастности Запада к восстанию Гитлера, предлагая союз с западными державами против Германии.

## Третья тайна
Сестра Люсия решила не раскрывать третью тайну в своих мемуарах августа 1941 года. В 1943 году Люсия серьёзно заболела гриппом и плевритом. Епископ Силва, посетивший её 15 сентября 1943 года, предложил ей записать третий секрет, чтобы он был записан в случае её смерти. Люсия, однако, не решалась это сделать. Когда она получила секрет, она слышала, как Мария сказала не раскрывать её, но поскольку послушание кармелитов требует, чтобы приказы начальства рассматривались как поступающие непосредственно от Бога, она находилась в затруднительном положении в отношении того, чьи приказы имеют приоритет. Наконец, в середине октября епископ Силва отправил ей письмо с прямым приказом записать секрет, и Люсия подчинилась.
Третья часть секрета была записана «по приказу Его Превосходительства епископа Лейрии и Пресвятой Богородицы» 3 января 1944 г. В июне 1944 г. запечатанный конверт с третьим секретом был доставлен в Сильву, где он оставался до 1957 года, когда он был окончательно доставлен в Рим. 
Кардинал Анджело Содано объявил 13 мая 2000 года, через 83 года после первого явления Леди детям в Кова-да-Ирия, и через 19 лет после покушения на папу Иоанна Павла II, что Третья тайна, наконец, будет опубликована. В своём заявлении кардинал Содано намекал, что секрет кроется в преследовании христиан в XX веке, кульминацией которого стала неудавшаяся попытка убийства Иоанна Павла II 13 мая 1981 года, в 64-ю годовщину первого явления Марии в Фатиме. 
Текст Третьего секрета, согласно Ватикану, был опубликован 26 июня 2000 года:

Я пишу из послушания Тебе, мой Бог,
приказавшему мне сделать это через
Его Высокопреосвященство епископа Лейрии и Божию Матерь.

После двух частей, которые я уже объяснила,
слева от Божией Матери и немного выше, мы увидели Ангела с огненным мечом в левой руке.
Пылая, меч извергал языки пламени, которые могли бы сжечь всю Землю,
но они затухали, касаясь великолепного сияния, которое Божия Матерь излучала навстречу им из своей правой руки.
Указывая на землю своей правой рукой, Ангел закричал громким голосом:
«Покайтесь, покайтесь, покайтесь!»
Мы увидели в бесконечно ярком свете, что есть Бог, нечто подобное тому, как изображения людей появляются в зеркале,
когда они проходят перед ним: епископа, одетого в белое, — нам показалось, что это был Святейший Отец.
Там были и другие епископы, священники, верующие мужчины и женщины. Они поднимались вверх по крутой горе,
на вершине которой был большой Крест из неотёсанных
стволов пробкового дерева.
Прежде чем попасть туда, Святейший Отец прошёл через большой город,
наполовину в руинах, наполовину содрогающийся.
Он шёл останавливаясь, страдая от боли и горя,
и молясь за души тех, трупы которых он встречал на своём пути.
Достигнув вершины горы, на коленях у подножия Креста он был убит группой солдат,
которые стреляли в него пулями и стрелами.
И таким же образом там умерли один за другим другие епископы, священники и верующие мужчины и женщины,
и различные миряне разных чинов и сословий.
С обеих сторон Креста стояли два Ангела, каждый с хрустальной кропильницей в руке,
в которую они собирали кровь мучеников и ею окропляли души, прокладывающие свой путь к Богу.
Оригинальный текст (англ.)
I write in obedience to you, my God, who command me to do so through 
his Excellency the Bishop of Leiria and through your Most Holy Mother and mine. 

After the two parts which I have already explained, at the left of Our Lady and a little above, 
we saw an Angel with a flaming sword in his left hand; 
flashing, it gave out flames that looked as though they would set the world on fire; 
but they died out in contact with the splendour that Our Lady radiated towards him from her right hand: 
pointing to the earth with his right hand, the Angel cried out in a loud voice: «Penance, Penance, Penance!». 
And we saw in an immense light that is God: ‘something similar to how people appear in a mirror when they pass in front of it' a Bishop dressed in White ‘we had the impression that it was the Holy Father'. 
Other Bishops, Priests, men and women Religious going up a steep mountain, 
at the top of which there was a big Cross of rough-hewn trunks as of a cork-tree with the bark; 
before reaching there the Holy Father passed through a big city half in ruins and half trembling
with halting step, afflicted with pain and sorrow, he prayed for the souls of the corpses he met on his way; 
having reached the top of the mountain, on his knees at the foot of the big Cross 
he was killed by a group of soldiers who fired bullets and arrows at him, 
and in the same way there died one after another the other Bishops, Priests, men and women Religious, and various lay people of different ranks and positions. 
Beneath the two arms of the Cross there were two Angels each with a crystal aspersorium in his hand, 
in which they gathered up the blood of the Martyrs and with it sprinkled the souls that were making their way to God. 

Дикастерия доктрины веры. Послание Фатимы. 

Dicastery for the Doctrine of the Faith.
The Message of Fatima.

Наряду с текстом секрета, кардинал Йозеф Ратцингер (будущий папа Бенедикт XVI) опубликовал богословский комментарий, в котором он заявляет: «Внимательное прочтение текста так называемой третьей «тайны» Фатимы ... будет вероятно, окажется разочаровывающим или удивительным после всех спекуляций, которые это вызвало. Никакой великой тайны не обнаружено, и будущее не раскрыто". После объяснения различий между публичными и частными откровениями, он предупреждает людей не видеть в сообщении определённое будущее событие:

Цель этого видения - не показать фильм о безвозвратно исправленном будущем. Его смысл как раз противоположен: он призван мобилизовать силы перемен в правильном направлении. Поэтому мы должны полностью игнорировать фаталистические объяснения «тайны», такие как, например, утверждение, что потенциальный убийца от 13 мая 1981 года был просто инструментом божественного плана, управляемого Провидением, и поэтому не мог действовать свободно, или другие подобные идеи в обращении. Скорее видение говорит об опасностях и о том, как мы можем быть спасены от них.

Затем он переходит к обсуждению символической природы образов, отмечая: «В заключительной части «тайны» используются образы, которые Люсия могла видеть в религиозных книгах и которые черпают своё вдохновение из давних интуиций веры». Что касается значения сообщения: «То, что остаётся, было уже очевидно, когда мы начали размышлять над текстом «тайны»: увещевание к молитве как пути« спасения для душ», а также призыв к покаянию и преобразование.
Несмотря на это заявление, 11 мая 2010 года во время полёта в Фатиму, отвечая на вопрос о Третьем секрете, папа Бенедикт XVI сказал, что «мы ошиблись бы, полагая, что пророческое послание Фатимы полностью осуществлено». Затем он выразил надежду, что столетний юбилей 1917 года может ускорить исполнение «пророчества о триумфе Непорочного Сердца Марии во славу Пресвятой Троицы», указав, что страдания внутри Церкви «возникли бы не от внешних врагов, а из той же Церкви».

## Покушение на папу
13 мая 1981 года, в День Божьей Матери Фатимской, было совершено покушение на Папу Иоанна Павла II. Он выжил. Его спасло лишь то, что в момент выстрела он повернулся к девочке из толпы, державшей образ Богоматери Фатимской. Однако понтифик был тяжело ранен. Находясь в больнице, из своей палаты папа разговаривал по телефону с матушкой Люсией, переписывался с ней и за время лечения прочитал всё, что только мог о Фатиме. Папа попросил доставить ему из русской церкви Успения Богородицы в Фатиме хранившуюся там с 1970 года Казанскую икону Божией Матери, которая затем была помещена в его личных покоях и передана Русской православной церкви в 2004 году.
Выздоравливая, Иоанн Павел II сказал своему другу Павлу Хнилице:
«В эти три месяца я понял, что может решить все мировые проблемы, положить конец войнам,
избавиться от атеизма и беззакония.
Это „обращение России“.
Обращение России — в этом основной смысл Фатимы.
После него совершится триумф Марии».

## Споры о Третьем секрете
До 1930-х годов основной задачей преданности Богоматери Фатимы (которая в то время не была широко известна за пределами Португалии и Испании) была необходимость молиться Розарию об окончании Первой мировой войны и о мире во всём мире. После публикации мемуаров сестры Люсии, начиная с 1935 года, Фатима стала рассматриваться как победа Пресвятой Богородицы над коммунизмом.
В 1960 году Ватикан выпустил пресс-релиз, в котором говорилось, что «наиболее вероятно, что Секрет навсегда останется под абсолютной печатью».  Это объявление вызвало немало спекуляций по поводу содержания секрета. Согласно New York Times, слухи варьировались от «всемирного ядерного уничтожения до глубоких разломов в Римско-католической церкви, которые ведут к соперничеству папствам». 2 мая 1981 года Лоуренс Джеймс Дауни угнал самолет и потребовал, чтобы Папа Иоанн Павел II обнародовал «Третий секрет Фатимы».
Публикация текста вызвала критику со стороны католической церкви в Португалии. Духовенство так же как миряне были оскорблены тем, что текст был прочитан в Риме, а не в храме Фатима в Португалии, где произошли события, о которых сообщалось. Газета «Таймс» за 29 июня 2000 года сообщила, что «откровение в понедельник об отсутствии предсказаний о конце света вызвало гневную реакцию португальской церкви на решение сохранить тайну пророчества в течение полувека».
Критики, такие как итальянский журналист и деятель  средств массовой информации Антонио Соччи, утверждают, что четырёхстраничный рукописный текст Третьего секрета, выпущенный Ватиканом в 2000 году, не является настоящим секретом или, по крайней мере, не полным секретом. Аргумент основан на следующем:
- Написано на одном листе бумаги: текст Третьего секрета, выпущенный Ватиканом, написан от руки на четырёх листах бумаги. Отец Хоакин Алонсо, официальный архивариус «Фатимы» в течение шестнадцати лет, сообщает в своей книге, что «Люсия говорит нам, что написала это на листе бумаги. В записанном на плёнку интервью Чарльз Фиоре процитировал Малачи Мартин, который сказал следующее относительно текста Третьего секрета: «Я  "охлаждал свои каблуки" в коридоре у двери  кабинета Святого Отца, пока мой начальник кардинал Беа находился внутри, споря со Святым Отцом и с группой других епископов и священников, и с двумя молодыми португальскими семинаристами, которые перевели письмо для всех присутствовавших в  помещении - единственную страницу, написанную на португальском языке".
- Написано в форме письма: ещё одна причина, по которой критики утверждают, что полная Третья тайна не была раскрыта, заключается в указаниях на то, что Третья тайна была написана в форме подписанного письма епископу Лейрии , а  выпущенный Ватиканом текст написан не в виде письма. Лусия дала интервью отцу Йонгену 3 февраля 1946 года. Когда о.Йонген спросил Люсию, когда придёт время для Третьего секрета, Люсия ответила: «Я передала третью часть в письме епископу Лейрии». Кроме того, каноник Галамба, советник епископа Лейрии, цитирует слова: «Когда епископ отказался открыть письмо, Люсия заставила его пообещать, что оно обязательно будет открыто и прочитано миру либо после её смерти, либо в 1960 году, смотря что наступит раньше».
- Содержит слова, приписываемые Пресвятой Деве Марии: текст Третьего секрета, выпущенный Ватиканом, не содержит слов, приписываемых Пресвятой Деве Марии. Соччи утверждает, что третий секрет, вероятно, начинается со слов «В Португалии всегда будет сохраняться догма веры и т.д.», то есть со Слов, которые Люсия включила в свой Четвёртый мемуар, но которые включены только в качестве сноски к тексту  выпущенному Ватиканом.
- Содержит информацию об Апокалипсисе, отступничестве, сатанинском проникновении в Церковь: в интервью, опубликованном в журнале «Иисус» от 11 ноября 1984 года, кардиналу Ратцингеру был задан вопрос, читал ли он текст Третьего секрета и почему он не был раскрыт. Ратцингер признал, что он прочитал Третий секрет, и частично заявил, что Третий секрет связан с «важностью конца времён» и «опасностями, угрожающими вере и жизни христианина и, следовательно, (жизни) христианина». " Ратцингер также прокомментировал, что «если это не будет обнародовано - по крайней мере, в настоящее время - то это  для того, чтобы не допустить ошибочного принятия религиозного пророчества в поисках чего-то сенсационного».  Кроме того, в новостной статье цитировалось, что бывший посол Филиппин в Ватикане Говард Ди сказал, что кардинал Ратцингер лично подтвердил ему, что послания Акиты и Фатимы «по сути одинаковы». Пророчество Акиты, в частности, содержит следующее: «Работа дьявола проникает даже в Церковь таким образом, что можно увидеть кардиналов, выступающих против кардиналов, епископов против епископов…… церкви и алтари в запустении… " 13 мая 2000 года кардинал Содано объявил, что будет раскрыта Третья тайна, и в  то время  он считал, что секрет касался преследований христиан в 20-м веке, кульминацией которых стала неудавшаяся попытка убийства Папы Римского Иоанна Павела II 13 мая 1981 года. В синдицированной радиопередаче Малахия Мартин заявил, что знание «Третьей тайны» не будет иметь  смысла, если  будет происходить массовое отступничество среди клерикалов и мирян католической церкви ... ».

В интервью 1980 года для немецкого журнала Stimme des Glaubens, опубликованном в октябре 1981 года, Иоанну Павлу II было прямо предложено рассказать о третьей тайне. Он сказал:

Из-за серьезности его содержания, чтобы не поощрять всемирную власть коммунизма к совершению определённых переворотов, мои предшественники на посту Петра дипломатично предпочли отказать в его публикации. С другой стороны, всем христианам должно быть достаточно знать это: если есть сообщение, в котором говорится, что океаны затопят целые участки земли; что от одного мгновения к другому погибнут миллионы людей ... больше нет смысла действительно хотеть опубликовать это секретное сообщение. Многие хотят знать просто из любопытства или из-за своего вкуса к сенсационности, но они забывают, что «знать» подразумевает для них ответственность. Опасно хотеть удовлетворить своё любопытство только в том случае, если кто-то убежден, что мы ничего не можем сделать против предсказанной катастрофы ». Он поднял свои чётки и заявил:« Вот средство против этого зла. Молись, молись и проси больше ничего. Всё передайте в руки Божией Матери ». Отвечая на вопрос, что произойдёт в Церкви, он сказал:« Мы должны быть готовы пройти великие испытания в недалеком будущем; Испытания, которые потребуют от нас быть готовыми отказаться даже от нашей жизни и полного дара Я для Христа и для Христа. Благодаря вашим и моим молитвам можно облегчить эту скорбь, но уже невозможно предотвратить её, потому что только таким образом можно эффективно обновить Церковь. Сколько раз, действительно, обновление Церкви происходило кровью? На этот раз опять не будет иначе. Мы должны быть сильными, ... мы должны довериться Христу и Его святой Матери, и мы должны быть внимательны, очень внимательны к молитве Розария ". 

Согласно одному источнику, когда Люсию спросили о Третьей Тайне, она сказала, что это было «в Евангелиях и в Апокалипсисе», и в какой-то момент она даже указала главы 8–13 Апокалипсиса, диапазон, который включает Книгу Откровения 12: 4, глава и стих, цитируемые папой Иоанном Павлом II в его проповеди в Фатиме 13 мая 2000 года.